# CRISAT
CRISAT (від англ. Collaborative Research Into Small Arms Technology — «Спільні дослідження в галузі технології малокаліберної зброї») — стандарт НАТО 1993 року.

## Опис
Містить стандартизовані дані стосовно цілей — живої сили противника — і вимоги до вражаючої дії систем ближнього бою (зброя + боєприпас).
Документ запровадив поняття стандартної цілі CRISAT та індивідуального бронезахисту CRISAT і дав опис стандартизованих засобів індивідуального бронезахисту (ЗІБ) противника. До складу зазначених ЗІБ крім жилета CRISAT входить пластиковий (тканинно-полімерний) захисний шолом типу PASGT, оснащений прозорим лицьовим щитком із полікарбонату товщиною 12 мм.
У підсумку, стандартна ціль CRISAT представлена: живою силою (військовиком) у засобах індивідуального захисту (бронежилеті), захисні елементи якого зроблено з титанового шару (пластини з перекриттями) товщиною 1,6 мм, зсередини якого розташовано 20 шарів арамідної тканини «кевлар». За основу характеристик бронежилета CRISAT взято узагальнені характеристики бронежилетів радянського періоду (індекс ГРАУ 6Б2 і 6Б5-1). За задумом розробників цих вимог, зазначені характеристики в узагальненому вигляді мають являти собою якийсь мінімальний обов'язковий рівень захисту солдатів. Відповідно, від розробників систем зброї ближнього бою (та боєприпасів для них) вимагається забезпечити враження живої сили із таким рівнем захисту.
Стандартна ціль CRISAT витримує влучання цільнооболокової кулі поширеного в НАТО 9 мм патрона (постріл впритул) й осколкового імітатора масою 1,1 г на швидкості влучання 750 м/с. Однак, вона вражається новими пістолетними патронами, (5,7 × 28 мм і 4,6 × 30 мм), розробленими відповідно до вимог CRISAT, із відстані, яка перевищує 200 м. Причому вражання стандартної цілі у термінах CRISAT — це не тільки пробиття її індивідуального бронезахисту (бронежилета), але гарантоване, із заданою імовірністю, виведення живої цілі з ладу.
Дані CRISAT лягли в основу угоди NATO зі стандартизації STANAG 4512, яка має назву Infantry Weapons Standardization — «Стандартизація піхотної зброї», та містить зокрема опис живої захищеної піхотної цілі.